# Jan Fokkens
Jan Fokkens (Finsterwolde, 28 april 1938) is een Nederlands politicus van de PvdA.
Hij is in 1962 aan de Universiteit van Amsterdam afgestudeerd in de rechten werkte van 1964 tot 1968 bij de gemeentesecretarie van Haarlem. Daarna ging hij werken bij de gemeentesecretarie van Wageningen waar hij afdelingschef was toen hij in 1976 gedeputeerde van de provincie Gelderland werd. In 1986 werd Fokkens burgemeester van Doetinchem als opvolger van Ad Havermans die burgemeester van Den Haag was geworden. Eind 1994 werd bekend dat de vertrouwenscommissie die was ingesteld om een voordracht te doen voor de nieuwe Commissaris van de Koningin in Drenthe Fokkens unaniem had voorgedragen maar dat desondanks oud-minister Relus ter Beek in die functie benoemd zou worden. In juli 2000 ging Fokkens als burgemeester van Doetinchem vervroegd met pensioen. Daarna verhuisde hij naar Noord-Holland waar hij vanaf mei 2003 nog ongeveer een half jaar waarnemend burgemeester van Oostzaan geweest is.